# 井上舞子
井上　舞子（いのうえ　まいこ、1996年5月28日 - ）は、秋田県出身の、日本の柔道選手である。階級は78kg超級。身長167cm。体重96kg。血液型はA型。組み手は左組み。得意技は内股。

## 経歴
柔道は7歳の時に湯沢スポーツ少年団で始めた。小学校6年の時に全国小学生学年別柔道大会の45kg超級に出場するが、決勝トーナメント1回戦で敗れた。湯沢南中学1年の時に全国中学校柔道大会の70kg超級2回戦、2年の時は3回戦で敗れるも、3年の時には5位となった。上京して淑徳高校へ進むと、2年の時には金鷲旗で3位となった。3年の時にはインターハイ78kg超級で優勝を飾った。
2015年には淑徳大学へ進学すると、1年の時にはポーランドジュニア国際の決勝で身長2mもあるウクライナのエリザベータ・カラニナを背負投で破って優勝した。2年の時には優勝大会で3位となった。全日本ジュニアでは準決勝で南筑高校1年の素根輝に指導2で敗れて3位だった。ベルギー国際では決勝で敬愛高校3年の児玉ひかるに大外刈で敗れた。3年の時には優勝大会で3位になると、ユニバーシアードの個人戦では3位だった。団体戦では準々決勝のイタリア戦のみの出場だったが一本勝ちすると、その後チームも優勝した。4年の時には全日本選手権で準決勝まで進むが、コマツの冨田若春にGSを含めて14分近い戦いの末に反則負けを喫して3位だった。
2019年4月からは警視庁の所属になった。全日本選手権では準々決勝で三井住友海上の稲森奈見に有効で敗れた。全国警察柔道選手権大会の70kg超級では優勝を飾った。

## 戦績
- 2011年 -　全国中学校柔道大会　5位(70kg超級)
- 2013年 -　金鷲旗　3位
- 2014年 -　インターハイ　優勝
- 2014年 -　エクサンプロヴァンスジュニア国際　優勝
- 2015年 -　ポーランドジュニア国際　優勝
- 2016年 -　ロシアジュニア国際　優勝
- 2016年 -　優勝大会　3位
- 2016年 -　全日本ジュニア　3位
- 2017年 -　ベルギー国際　2位
- 2017年 -　優勝大会　3位
- 2017年 -　ユニバーシアード　個人戦　3位　団体戦　優勝
- 2018年 -　全日本選手権　3位
- 2019年 -　全日本選手権　5位
- 2019年 -　全国警察柔道選手権大会　優勝(70kg超級)
- 2023年 -　シニア体重別　優勝

(出典、JudoInside.com)